# André Deschamps (militaire)
Pour les articles homonymes, voir André Deschamps.
Le lieutenant-général André Deschamps, CMM, CD est chef d'état-major de la Force aérienne des Forces canadiennes, en poste de 2009 à 2012.

## Annexe